# Formicarius
A Formicarius a madarak osztályának verébalakúak (Passeriformes) rendjébe és a földihangyászfélék (Formicariidae) családjába tartozó nem. A család névadó neme.

## Rendszerezésük
A nemet Pieter Boddaert holland orvos, biológus és ornitológus írta le 1783-ban, az alábbi 6 faj tartozik ide:
- Formicarius rufifrons
- vörössapkás hangyászrigó (Formicarius colma)
- Formicarius rufipectus
- Formicarius moniliger
- Formicarius nigricapillus
- feketearcú hangyászrigó (Formicarius analis)

## Előfordulásuk
Mexikóban, Közép-Amerikában és Dél-Amerika északi részén honosak. Természetes élőhelyei a szubtrópusi vagy trópusi mocsári erdők, esőerdők és cserjések. Állandó, nem vonuló fajok.

## Megjelenésük
Testhosszuk 17-19 centiméter körüli.